# Tethionea unicolor
Tethionea unicolor là một loài bọ cánh cứng trong họ Cerambycidae.